# Bézout-tétel
Bézout tétele az algebrai geometria egy kijelentése, ami két síkbeli algebrai görbe metszéspontjainak számáról ad felvilágosítást. Eszerint ha a két görbének nincs közös komponense (azaz végtelen sok közös pontja), akkor a metszéspontok száma legfeljebb a két görbe fokszámának szorzata. Egyenlőség akkor áll fent, ha ha ehhez minden pontot a multiplicitásával veszünk figyelembe, hozzávesszük a végtelen távoli pontokat, illetve komplex koordinátákkal számolunk.
A tétel kiterjeszthető többdimenziós esetekre is. Eszerint n homogén polinom n+1 változóval az n dimenziós térben egy-egy hipersíkot határoz meg. Ha ezek dimenziója {\displaystyle d_{1},d_{2},...,d_{n}}, és minden pont véges az alatta fekvő tér algebrai lezártjában, akkor a metszéspontok száma {\displaystyle d_{1}d_{2}\cdots d_{n}} multiplicitással számolva. Két változó, affin síkok esetén, vagy ha nem számoljuk a nemvalós pontok multiplicitását, a tétel csak egy felső határt ad a metszéspontok számára, ezt szokás Bézout-féle határnak nevezni.
A tétel legfontosabb alkalmazása a numerikus matematikában van, ahol e tétel segítségével állapítjuk meg egyenletek megoldhatóságát. A tétel szerint a számítási komplexitás a változók számával exponenciálisan nő, így a remélhető legjobb eset a Bézout-határ polinomiális függvénye.

## A tétel pontos megfogalmazása

### Projektív síkon
Legyen X és Y két projektív görbe az F tér felett, amik relatív prím polinomok. Az általuk leírt két görbének az összes metszéspontja az F-et tartalmazó, algebrailag zárt E testbeli koordináták szerint a két polinom fokszámának szorzata.

### Általános eset
Legyen adott egy algebrailag zárt tér feletti n dimenziós projektív térben n darab projektív hiperfelület. Ha az ezeket meghatározó n+1 változós homogén polinomok fokszáma d1, d2,... dn, akkor a metszéspontok száma, multiplicitással számolva:
{\displaystyle d_{1}\cdot d_{2}\cdots d_{n}}
Ha a hiperfelületek irreducibilisek, és általános helyzetűek, akkor a metszéspontok mindegyike egyszeres, így a számuk pontosan a fenti szorzat.
A tétel tovább általánosítható, ez a multihomogén Bézout-tétel.

## Bizonyítás
A tételnek számos bizonyítása van. Az egyik lehetőség egy általános forma ismételt alkalmazásával való igazolás, de felhasználhatjuk a Hilbert-tereket is.

### Általánosítással (vázlat)
Legyen V egy δ dimenziós projektív algebrai halmaz, aminek a fokszáma d1, és ebben egy d2 fokú polinommal definiált H hiperfelület, aminek nincs V-ben irreducibilis komponense, akkor a két halmaz metszetének dimenziója δ-1, és a metszéspontok száma d1d2.
Ha ezt az eljárást az összes hiperfelületre egymás után elvégezzük, kapjuk a tétel állítását.

### Homogén koordinátákkal
Legyenek X és Y a két síkgörbe. Ezek koordinátás alakjai:
{\displaystyle a_{0}z^{m}+a_{1}z^{m-1}+\dots +a_{m-1}z^{1}+a_{m}z^{0}=0}
{\displaystyle b_{0}z^{n}+b_{1}z^{n-1}+\dots +b_{n-1}z^{1}+b_{n}z^{0}=0},
ahol ai és bi i-ed fokú homogén polinomjai x-nek és y-nak. A metszéspontok az így kapott egyenletrendszer megoldásai. Alkossuk meg a Sylvester-mátrixot, ami például m=4 és n=3 esetben a következő:
{\displaystyle S=\left({\begin{matrix}a_{0}&a_{1}&a_{2}&a_{3}&a_{4}&0&0\\0&a_{0}&a_{1}&a_{2}&a_{3}&a_{4}&0\\0&0&a_{0}&a_{1}&a_{2}&a_{3}&a_{4}\\b_{0}&b_{1}&b_{2}&b_{3}&0&0&0\\0&b_{0}&b_{1}&b_{2}&b_{3}&0&0\\0&0&b_{0}&b_{1}&b_{2}&b_{3}&0\\0&0&0&b_{0}&b_{1}&b_{2}&b_{3}\\\end{matrix}}\right)}
Ennek a mátrixnak a determinánsa egy mn-ed fokú homogén polinom x-ben és y-ban, ami egyben a mátrix rezultánsa is, azaz az egyenletrendszer megoldásainak száma megegyezik a rezultáns megoldásainak számával. Az algebra alaptétele szerint egy mn-ed fokú polinomnak a komplex számtest felett mn gyöke van, a multiplicitást is beleszámolva, ebből pedig következik a tétel állítása.

## Története
A tétel először Isaac Newtonnál bukkan fel, ő a Principia Philosophiae Naturalis első kötete 28. lemmájának bizonyításakor jelenti ki.  Ebben a megfogalmazásban a tétel szerint két görbe metszéspontjainak száma a görbéket leíró polinomok fokszámának szorzata. A tételt később Étienne Bézout közölte az 1779-ben kiadott Théorie générale des équations algébriques írásában. Mivel neki még nem állt rendelkezésére a modern algebrai jelrendszer, kénytelen volt ormótlan algebrai kifejezésekkel bajlódni a bizonyításban. A modern szemlélet szerint Bézout bizonyítása felettébb ötletszerű volt, mivel többek között nem formalizálta a pontos feltételeket. Éppen ezért sokan nem is tekintik helyes bizonyításnak, mi több, még csak legelsőnek sem.

## Példák
- Egy parabolának és egy egyenesnek legfeljebb két metszéspontja lehet. A parabola egyenlete legyen {\displaystyle y-x^{2}=0}, az egyenesé pedig {\displaystyle y-ax=0}. Ezek most homogén koordináták is, így rögtön fel is írhatjuk a megoldást. Az algebra alaptétele alapján pedig két megoldásunk van, mivel a parabola fokszáma 2, az egyenesé pedig 1. A két pont koordinátái valósak, az {\displaystyle a=0} esetben egybeesnek, a multiplicitásuk 2.

- Két különböző, nem párhuzamos egyenes pontosan egy pontban metszi egymást. Ha párhuzamosak, akkor is van ugyan metszéspont, de az az egzotikus végtelen távoli pont.
Példának okáért vegyünk két egyenest!

{\displaystyle x+2y=3}
{\displaystyle x+2y=5}

Ezeknek a homogén koordinátás alakja
{\displaystyle x+2y-3z=0}
{\displaystyle x+2y-5z=0}

amit megoldva kapjuk, hogy x=-2y és z=0, azaz a metszéspont koordinátája (-2;1;0). Mivel a z koordináta 0, a pont a végtelenben van.
- Két kör esetén a tétel négy metszéspontot jósol, holott a köröknek a síkon csak két metszéspontja lehet. Az ellentmondás abban áll, hogy a másik két metszéspont koordinátái imagináriusok a homogén egyenlet megoldásai alapján. A végtelen távoli egyenes két pontján ugyanis minden kör átmegy. Ez a két pont az {\displaystyle (1,i,0)} és az {\displaystyle (1,-i,0)}

- Két kúpszeletnek összesen négy metszéspontja lehet. Itt figyelembe kell venni, hogy minden kúpszelet két pontban találkozik a végtelen távoli egyenessel, úgyhogy ezek is lehetnek metszéspontok, valamint hogy a metszéspontok többszörös gyökök is lehetnek.

## Fordítás
- Ez a szócikk részben vagy egészben  a   Bézout's theorem című angol Wikipédia-szócikk fordításán alapul.  Az eredeti cikk szerkesztőit annak laptörténete sorolja fel. Ez a jelzés csupán a megfogalmazás eredetét és a szerzői jogokat jelzi, nem szolgál a cikkben szereplő információk forrásmegjelöléseként.